# Rafiq Shahadah
Rafiq Shahadah (en arabe : رفيق شحادة) est un major-général syrien et le chef de la Direction du renseignement militaire syrien. Il est sous sanctions internationales pour son implication dans la répression et la violence employées contre la population civile en Syrie. Il est également suspecté d'être impliqué dans l'attaque ayant causé la mort des journalistes Marie Colvin et Rémi Ochlik à Homs en 2012.

## Carrière militaire
Rafiq Shahadah est un major général des forces armées syriennes, qui a servi comme conseiller du président Bachar el-Assad pour les questions stratégiques et les renseignements militaires. Il est nommé chef du renseignement militaire en juillet 2012 et remplace Abdul Fatah Qudsiya (eo) qui devient le directeur adjoint du Bureau de la Sécurité Nationale, chapeautant l'ensemble des services de renseignement syriens,.

## Sanctions
Le 24 août 2011, l'Union européenne (UE) sanctionne Shahada et déclare qu'il était à la tête de la branche de l'intelligence militaire 293 qui est chargée des affaires internes à Damas,. L'UE l'accuse d'être « directement impliqué dans la répression et la violence contre la population civile » et gèle ses avoirs ainsi que ceux d'autres responsables syriens le 24 août 2011. Le Trésor britannique gèle également ses avoirs ainsi que ceux d'autres responsables syriens le 24 août 2011. Le gouvernement suisse le sanctionne en septembre 2011 sur la base des motifs invoqués par l'UE. Le Canada lui interdit interdiction de voyager vers son territoire en octobre 2011. En 017, il est également placé sous sanctions par les États-Unis.

## Meurtre de Marie Colvin
Selon un ancien officier des renseignements syriens qui a fait défection et a témoigné, après la mort de Marie Colvin (tuée par une attaque du régime syrien sur le centre de presse de Homs en 2012), le général Rafik Shahadah aurait déclaré « Marie Colvin était une chienne et maintenant elle est morte. » et que le décès de la journaliste aurait été célébré par l'armée syrienne,.